# Ceiônio Rúfio Albino
Ceiônio Rúfio Albino (em latim: Ceionius Rufius Albinus) foi um senador romano do século IV que foi nomeado como cônsul.

## Vida
Ceiônio foi referido como filósofo e pode ter sido o autor de trabalhos acerca de lógica e geometria. Também pode ter sido o autor de uma história sobre Roma em verso. Sua filha Ceiônia Albina casou-se com Valério Publícola e dessa união nasce Melânia, a Jovem, uma asceta que pertenceu as chamadas Mães do Deserto. Era filho de Caio Ceiônio Rúfio Volusiano que foi cônsul romano em 311 e 314 antes de ser exilado. Em 335, Ceiônio foi nomeado cônsul posterior ao lado de Júlio Constâncio. Entre 30 de dezembro de 335 e 10 de março de 337 foi prefeito urbano de Roma. Em 337, o senado emitiu um decreto, honrando-o por serviços prestados com um estátua.